# 比尔镇
比尔镇，原为比尔乡，是中华人民共和国四川省凉山彝族自治州昭觉县下辖的一个乡镇级行政单位。2021年1月12日，撤销波洛乡、央摩租乡和比尔乡，设立比尔镇。以原波洛乡、原央摩租乡和原比尔乡阿硕古普村、以子甲托村、俄尔阿莫村、补各洛呷村、海乃阿莫村、阿呷补尔村、瓦俄尔村、以火波主村及原库依乡尔主村、各莫村、哈且村、拉洛村、甲古村、马觉村、伍布村、则觉村所属行政区域为比尔镇的行政区域。

## 行政区划
比尔镇下辖以下地区：
阿硕古普村、阿呷补尔村、补各洛呷村、俄尔阿莫村、以子甲拖村、海乃阿莫村、以火波主村、瓦俄尔村和各莫瓦西村。